# Medalha Stefan Banach
A Medalha Stefan Banach é uma medalha concedida pela Academia de Ciências da Polônia, destinada a obras de destaque em matemática, iniciada nas comemorações dos cem anos do nascimento de Stefan Banach.

## Laureados
- 1992 Zbigniew Ciesielski
- 1992 Stanisław Łojasiewicz
- 1992 Czesław Olech
- 1992 Czesław Ryll-Nardzewski
- 1992 Andrzej Schinzel
- 1996 Aleksander Pełczyński
- 1997 Joram Lindenstrauss
- 1998 Kazimierz Urbanik
- 1999 Friedrich Hirzebruch
- 2000 Wiesław Żelazko
- 2001 Gilles Pisier
- 2004 Tadeusz Figiel
- 2004 Nigel J. Kalton
- 2006 Stanisław Kwapień
- 2007 William Buhmann Johnson
- 2009 Stanisław Woronowicz
- 2011 William Timothy Gowers
- 2014 Tomasz Łuczak
- 2015 Henryk Iwaniec